# Доктор Ху (1. сезона)
Прва сезона британске научнофантастичне телевизијске серије Доктор Ху премијерно је емитована на каналу BBC TV између 1963. и 1964. године. Сезона је почела 23. новембра 1963. епизодом „Ванземаљско дете”, а завршила се епизодом „Затвореници консијержерија” 12. септембра 1964. године. Серију је осмислио шеф драмског одељења BBC телевизије, Сидни Њуман, како би испунио термин суботом увече и привукао и млађу и старију публику програма емитованих у суседним терминима. Форматирањем серије руководили су Њуман, шеф одељења за серије Доналд Вилсон, сценариста С. Е. Вебер и продуцент Рекс Такер. Продукцију су надгледали прва продуценткиња у историји BBC-ја, Верити Ламберт, и уредник прича Дејвид Витакер, који су били задужени за сценарије и приче.
Сезона представља Вилијама Хартнела као прву инкарнацију Доктора, ванземаљца који путује кроз време и простор у свом ТАРДИС-у, који споља изгледа као британска полицијска телефонска говорница. Представљена је и Керол Ен Форд као Докторова унука Сузан Форман, која му је сапутница заједно са својим наставницима из школе, Ијаном Честерсоном и Барбаром Рајт, које глуме Вилијам Расел и Џеклин Хил. Током сезоне, Доктор и његови сапутници путују кроз историју и у будућност. Историјске приче су имале за циљ да образују гледаоце о значајним историјским догађајима, као што су цивилизација Астека и Француска револуција; епизоде које се одвијају у будућности су имале суптилнији образовни приступ, као што је тема пацифизма у причи са Далецима.
Првих осам серијала написало је шест сценариста: Витакер, Ентони Коберн, Тери Нејшн, Џон Лукароти, Питер Р. Њуман и Денис Спунер. Вебер је такође био косценариста прве епизоде серије. Серија је развијана са три врсте прича на уму: приче из прошлости, приче о будућој технологији и приче о алтернативној садашњости. Коберн, Лукароти и Спунер писали су историјске епизоде, Нејшн и Њуман су писали футуристичке приче, а Витакер је написао један „филер” серијал који се у потпуности одвија у ТАРДИС-у. Серијале су углавном режирали млађи редитељи, као што су Ворис Хусеин, Џон Гори, Џон Крокет, Хенрик Хирш, Ричард Мартин, Кристофер Бери и Френк Кокс; изузетак је искусни редитељ Мервин Пинфилд који је режирао прве четири епизоде серијала Сензорити. Снимање је почело у септембру 1963. и трајало је око девет месеци, а недељна снимања су се одвијала углавном у студију Lime Grove или у Телевизијском центру BBC-ја.
Прву епизоду, која је емитована у сенци атентата на Џона Кенедија дан раније, погледало је 4,4 милиона гледалаца. Епизода је поново емитована наредне недеље, а серија је стекла популарност код публике, посебно увођењем Далека у другом серијалу, који је достигао врхунац са 10,4 милиона гледалаца. Сезона је добила углавном позитивне критике, уз похвале за сценарио и глуму. Међутим, многи ретроспективни рецензенти су приметили да Сузан није много развијена као лик и да је углавном била приказана као девојка у невољи, што је често критиковала и сама Фордова. BBC је избрисао неколико епизода између 1967. и 1972. године, а преживеле су само 33 од укупно 42 епизоде. Свих седам епизода серијала Марко Поло и две епизоде серијала Владавина терора и даље су изгубљене. Преостали серијали добили су бројна VHS и DVD издања, као и романе повезане са серијом.

## Улоге
- Вилијам Хартнел као Први Доктор
- Керол Ен Форд као Сузан Форман
- Вилијам Расел као Ијан Честертон
- Џеклин Хил као Барбара Рајт

## Епизоде
| Бр. еп. (укупно) | Бр. еп. (у сезони) | Наслов                       | Редитељ        | Сценариста     | Премијера           | Гледаност у Британији (милиони) |
| --- | ------------------ | ---------------------------- | -------------- | -------------- | ------------------- | ------------------------------- |
| 1 | 1                  | „Ванземљаско дете”           | Ворис Хусеин   | Ентони Коберн  | 23. новембар 1963.  | 4,4                             |
| Наставници Ијан Честертон и Барбара Рајт забринути су због понашања њихове ученице Сузан Форман. Када оду на адресу коју је навела како би истражили ствар, тамо затичу полицијску телефонску говорницу и чују Сузанин глас изнутра, у тренутку кад стиже старији човек, који одбија да их пусти унутра. Они се на силу пробијају унутра и проналазе Сузан у технолошки напредној командној соби која је знатно већа изнутра него што говорница изгледа споља. Сузан објашњава да је говорница заправо времеплов по имену „ТАРДИС”, а старији човек је њен деда, који се представља само као Доктор. Он открива да су он и његова унука у изгнанству са сопствене планете. Одбивши да пусти Ијана и Барбару да оду, он покреће ТАРДИС, који путује кроз време и простор до каменог доба. |                    |                              |                |                |                     |                                 |
| 2 | 2                  | „Пећина лобања”              | Ворис Хусеин   | Ентони Коберн  | 30. новембар 1963.  | 5,9                             |
| Након што Доктор изађе из ТАРДИС-а, Кал, пећински човек, сведочи како Доктор пали шибицу и одводи га назад свом племену; Ијан, Барбара и Сузан покушавају да га спасу, али цела група бива заробљена у великој пећини. |                    |                              |                |                |                     |                                 |
| 3 | 3                  | „Шума страха”                | Ворис Хусеин   | Ентони Коберн  | 7. децембар 1963.   | 6,9                             |
| Стара Мајка ослобађа Доктора и остале под условом да напусте племе и не праве ватру. Група покушава да се врати у ТАРДИС, али За и Хур их прате. |                    |                              |                |                |                     |                                 |
| 4 | 4                  | „Творац ватре”               | Ворис Хусеин   | Ентони Коберн  | 14. децембар 1963.  | 6,4                             |
| Кал оптужује Заа за убиство Старе Мајке, али Доктор га разоткрива као правог убицу. Међутим, За онда наваљује да путници буду затворени док му не покажу како да запали ватру. Група успева да дође до ТАРДИС-а и побегне. |                    |                              |                |                |                     |                                 |
| 5 | 5                  | „Мртва планета”              | Кристофер Бери | Тери Нејшн     | 21. децембар 1963.  | 6,9                             |
| ТАРДИС слеће у окамењену шуму на ванземаљској планети. Одлучан да истражи, Доктор води своје сапутнике у метални град, где откривају опасност од онога што ће постати његови најсмртоноснији непријатељи, мутанти Далеци. |                    |                              |                |                |                     |                                 |
| 6 | 6                  | „Преживели”                  | Кристофер Бери | Тери Нејшн     | 28. децембар 1963.  | 6,4                             |
| Доктор, Сузан и Ијан претражују град у потрази за Барбаром и сазнају да је област контаминирана радијацијом. Затим се суочавају са Далецима. |                    |                              |                |                |                     |                                 |
| 7 | 7                  | „Бекство”                    | Ричард Мартин  | Тери Нејшн     | 4. јануар 1964.     | 8,9                             |
| Сузан упознаје Алидона од Тала и пристаје да покуша да склопи споразум између његовог народа и Далека. Али Далеци то виде само као прилику да збришу Тале. |                    |                              |                |                |                     |                                 |
| 8 | 8                  | „Заседа”                     | Кристофер Бери | Тери Нејшн     | 11. јануар 1964.    | 9,9                             |
| Доктор и његови пријатељи покушавају да побегну из града Далека. Међутим, знајући да Тали иду право у замку, Ијан одлучује да оде и упозори их. |                    |                              |                |                |                     |                                 |
| 9 | 9                  | „Експедиција”                | Кристофер Бери | Тери Нејшн     | 18. јануар 1964.    | 9,9                             |
| Доктор и његови пријатељи схватају да је њихов једини изглед да поврате флуидну спону у томе да убеде Тале да се супротставе Далецима. |                    |                              |                |                |                     |                                 |
| 10 | 10                 | „Искушење”                   | Ричард Мартин  | Тери Нејшн     | 25. јануар 1964.    | 10,4                            |
| Док Ијан, Барбара и њихови пријатељи Тали покушавају да пронађу пут до града Далека кроз планине, Доктор, Сузан и Алидон покушавају да се пробију. |                    |                              |                |                |                     |                                 |
| 11 | 11                 | „Спашавање”                  | Ричард Мартин  | Тери Нејшн     | 1. фебруар 1964.    | 10,4                            |
| Ијан, Барбара и преживели чланови њихове групе покушавају да пронађу пут до града Далека, док Алидон припрема друге Тале за напад. Међутим, само су Доктор и Сузан свесни пуног степена претње коју Далеци представљају. |                    |                              |                |                |                     |                                 |
| 12 | 12                 | „Ивица уништења”             | Ричард Мартин  | Дејвид Витакер | 8. фебруар 1964.    | 10,4                            |
| У овој причи, која је у потпуности смештена на ТАРДИС-у, Доктор, његови сапутници, као и сам ТАРДИС почињу да се понашају веома чудно. Оптужбе падају на све стране због необичног понашања брода, све док Доктор не схвати да можда сама ТАРДИС покушава да их упозори. |                    |                              |                |                |                     |                                 |
| 13 | 13                 | „На рубу катастрофе”         | Френк Кокс     | Дејвид Витакер | 15. фебруар 1964.   | 9,9                             |
| Доктор постаје све сумњичавији према Ијану и Барбари, али када су догађаји у ТАРДИС-у постали још чуднији, он схвата да су у још већој опасности него што су мислили. |                    |                              |                |                |                     |                                 |
| 14 | 14                 | „Кров света”†                | Ворис Хусеин   | Џон Лукароти   | 22. фебруар 1964.   | 9,4                             |
| ТАРДИС стиже на Земљу у 13. веку, где познати истраживач Марко Поло одлучује да га поклони Кублај-кану. Поло се нада да ће се коначно извући из Канове службе − али ако успе, Доктор и његови пријатељи никада више неће моћи да се врате на свој брод. |                    |                              |                |                |                     |                                 |
| 15 | 15                 | „Распевани песак”†           | Ворис Хусеин   | Џон Лукароти   | 29. фебруар 1964.   | 9,4                             |
| Тегана саботира водене мешине каравана, остављајући их у очајничкој потреби за свежом водом. |                    |                              |                |                |                     |                                 |
| 16 | 16                 | „Петсто очију”†              | Ворис Хусеин   | Џон Лукароти   | 7. март 1964.       | 9,4                             |
| Доктор и Сузан успевају да снабдеју Марка кондензацијом која се формирала унутар ТАРДИС-а, чиме спашавају групу од умирања од жеђи. Када се поново сретну са Теганом, путници почињу да сумњају да нешто крије. |                    |                              |                |                |                     |                                 |
| 17 | 17                 | „Зид лажи”†                  | Џон Крокет     | Џон Лукароти   | 14. март 1964.      | 9,9                             |
| Докторова група успева да спасе Барбару од Монгола, али Марко још једном није свестан Теганине умешаности. |                    |                              |                |                |                     |                                 |
| 18 | 18                 | „Јахач из Шанг-Туа”†         | Ворис Хусеин   | Џон Лукароти   | 21. март 1964.      | 9,4                             |
| Доктор и његови пријатељи одлучују да упозоре Марка на Акоматов напад, иако тиме губе своју шансу да поново дођу до ТАРДИС-а. |                    |                              |                |                |                     |                                 |
| 19 | 19                 | „Моћни Кублај-кан”†          | Ворис Хусеин   | Џон Лукароти   | 28. март 1964.      | 8,4                             |
| Доктор, Ијан и Барбара бивају приморани да се предају Тегани и Марку, чиме обојица добијају прилику да преузму ТАРДИС. |                    |                              |                |                |                     |                                 |
| 20 | 20                 | „Убица у Пекингу”†           | Ворис Хусеин   | Џон Лукароти   | 4. април 1964.      | 10,4                            |
| Тегана коначно покушава да убије Кублај-кана, дајући Доктору и његовим пријатељима прилику да осујете његове планове и поврате ТАРДИС. |                    |                              |                |                |                     |                                 |
| 21 | 21                 | „Море смрти”                 | Џон Гори       | Тери Нејшн     | 11. април 1964.     | 9,9                             |
| На планети Маринус, Арбитан ангажује Доктора и његове сапутнике да потраже кључеве древне и моћне машине. Њихова потрага води их кроз време и простор. Да ли ће моћи да врате кључеве пре него што Маринус падне под контролу ванземаљских Вурда? |                    |                              |                |                |                     |                                 |
| 22 | 22                 | „Сомотна мрежа”              | Џон Гори       | Тери Нејшн     | 18. април 1964.     | 9,4                             |
| Доктор и његови пријатељи стижу у наизглед идиличан град Морфотон, али Барбара убрзо почиње да схвата да њихови домаћини нису онакви каквима се чине. |                    |                              |                |                |                     |                                 |
| 23 | 23                 | „Вриштећа џунгла”            | Џон Гори       | Тери Нејшн     | 25. април 1964.     | 9,9                             |
| Потрага за другим кључем води путнике у џунглу, у којој се Ијан и Барбара налазе угроженим биљкама које брзо расту. |                    |                              |                |                |                     |                                 |
| 24 | 24                 | „Снегови ужаса”              | Џон Гори       | Тери Нејшн     | 2. мај 1964.        | 10,4                            |
| Трагајући за трећим кључем, Ијан и Барбара се упознају са злокобним трапером Васором, након чега прате Сузан и остале у пећински систем који чувају тајанствени Ледени војници. |                    |                              |                |                |                     |                                 |
| 25 | 25                 | „Смртна пресуда”             | Џон Гори       | Тери Нејшн     | 9. мај 1964.        | 7,9                             |
| Сапутници се поново налазе са Доктором у граду Миленијус, где се Ијан суочава са суђењем за убиство након што је четврти кључ украден. |                    |                              |                |                |                     |                                 |
| 26 | 26                 | „Кључеви Маринуса”           | Џон Гори       | Тери Нејшн     | 16. мај 1964.       | 6,9                             |
| Доктор и његови пријатељи морају да пронађу праве убице и четврти кључ пре него што крену на последњи сукоб са Вурдима. |                    |                              |                |                |                     |                                 |
| 27 | 27                 | „Храм зла”                   | Џон Крокет     | Џон Лукароти   | 23. мај 1964.       | 7,4                             |
| ТАРДИС слеће на Земљу 16. века, у храм Астека. Барбара креће у истраживање — упркос Докторовој наредби да се не удаљава — и бива одведена од стране великог свештеника Аутлока, који верује да је она реинкарнација богиње Јетаксе. Верују да је њен долазак знак да ће коначно доћи дуго очекиване кише. Велики свештеник жртвовања, Тлотоксл, регрутује Ијана да предводи њихову војску, али он убрзо схвата да има ривала — Иксту. Ијану није нимало пријатно када сазна да ће на церемонији дозивања кише морати да обезбеде људску жртву великом свештенику. Доктор истиче да не смеју да се мешају у астечке обичаје, што Барбари веома тешко пада. |                    |                              |                |                |                     |                                 |
| 28 | 28                 | „Ратници смрти”              | Џон Крокет     | Џон Лукароти   | 30. мај 1964.       | 7,4                             |
| Барбара покушава да промени ток историје, а Ијан се бори за голи живот. |                    |                              |                |                |                     |                                 |
| 29 | 29                 | „Жртвена невеста”            | Џон Крокет     | Џон Лукароти   | 6. јун 1964.        | 7,9                             |
| Док Доктор покушава да пронађе пут назад у ТАРДИС, Тлотоксл наставља да кује заверу против Барбаре и види прилику када Сузан доведе у питање астечки обичај. |                    |                              |                |                |                     |                                 |
| 30 | 30                 | „Дан таме”                   | Џон Крокет     | Џон Лукароти   | 13. јун 1964.       | 7,4                             |
| Тлотокслове махинације доводе до затварања и Сузан и Ијана. Пошто је ТАРДИС поново заробљен у гробници, једина нада путника за бекство лежи у Аутлоку и Камеки. |                    |                              |                |                |                     |                                 |
| 31 | 31                 | „Странци у свемиру”          | Мервин Пинфилд | Питер Р. Њуман | 20. јун 1964.       | 7,9                             |
| ТАРДИС стиже на свемирски брод који су заробили Сензорити, ванземаљска врста осетљива на буку. Сензорити умиру, а Доктор је приморан да истражи порекло тајанствене болести. |                    |                              |                |                |                     |                                 |
| 32 | 32                 | „Невољни ратници”            | Мервин Пинфилд | Питер Р. Њуман | 27. јун 1964.       | 6,9                             |
| Брод су запосели Сензорити, и почиње трка с временом да се пронађу Сузан и Барбара пре него што их они открију. |                    |                              |                |                |                     |                                 |
| 33 | 33                 | „Скривена опасност”          | Мервин Пинфилд | Питер Р. Њуман | 11. јул 1964.       | 7,4                             |
| Доктор, Сузан и Ијан пристају да прате Сензорите до њихове матичне планете у нади да ће пронаћи лек за Џона. Али нису сви тамо вољни да их дочекају. |                    |                              |                |                |                     |                                 |
| 34 | 34                 | „Трка против смрти”          | Мервин Пинфилд | Питер Р. Њуман | 18. јул 1964.       | 5,5                             |
| Пошто је Ијан постао жртва куге Сензорита, Доктор очајнички жели да пронађе лек. Међутим, градски администратор је и даље одлучан да ослободи свој свет ванземаљаца. |                    |                              |                |                |                     |                                 |
| 35 | 35                 | „Отмица”                     | Френк Кокс     | Питер Р. Њуман | 25. јул 1964.       | 6,9                             |
| Градски администратор је одлучан да уништи Доктора и његове пријатеље, а његова параноја спречава да се Докторов лек подели. |                    |                              |                |                |                     |                                 |
| 36 | 36                 | „Очајнички подухват”         | Френк Кокс     | Питер Р. Њуман | 1. август 1964.     | 6,9                             |
| Док шеме градског администратора достижу свој врхунац, Доктор и Ијан одлазе у тунеле испод града како би открили прави узрок сензоритске куге. |                    |                              |                |                |                     |                                 |
| 37 | 37                 | „Земља страха”               | Хенрик Хирш    | Денис Спунер   | 8. август 1964.     | 6,9                             |
| ТАРДИС слеће на Земљу током Француске револуције, а Ијан, Барбара и Сузан се налазе увученим у политичка превирања тог доба. Када бивају ухапшени, Доктор мора да их спасе. |                    |                              |                |                |                     |                                 |
| 38 | 38                 | „Гости мадам гиљотине”       | Хенрик Хирш    | Денис Спунер   | 15. август 1964.    | 6,9                             |
| Сузан, Ијан и Барбара осуђени су на гиљотину, али сусрет са једним енглеским затвореником на самрти може пружити Ијану прилику да преживи. |                    |                              |                |                |                     |                                 |
| 39 | 39                 | „Промена идентитета”         | Хенрик Хирш    | Денис Спунер   | 22. август 1964.    | 6,9                             |
| Сузан и Барбару спасавају Жил и Жан, два члана ланца за бекство, док Доктор добија приступ затвору представљајући се као званичник револуције. |                    |                              |                |                |                     |                                 |
| 40 | 40                 | „Тиранин Француске”†         | Хенрик Хирш    | Денис Спунер   | 29. август 1964.    | 6,4                             |
| Доктор је приморан да се састане са Максимилијаном Робеспјером, док Барбарини покушаји да пронађе лекара за Сузан доводе до тога да буду издане. |                    |                              |                |                |                     |                                 |
| 41 | 41                 | „Нагодба из нужде”†          | Хенрик Хирш    | Денис Спунер   | 5. септембар 1964.  | 6,9                             |
| Ијан се налази као затвореник издајничког Леона, док Доктор покушава да организује бекство Сузан и Барбаре. |                    |                              |                |                |                     |                                 |
| 42 | 42                 | „Затвореници консијержерија” | Хенрик Хирш    | Денис Спунер   | 12. септембар 1964. | 6,4                             |
| Ијан коначно предаје своју поруку Џејмсу Стирлингу, али да би обезбедио Сузанино ослобађање, он и Барбара су приморани на опасан шпијунски задатак. |                    |                              |                |                |                     |                                 |

^†  Изгубљена епизода.

## Продукција

### Концепција
У марту 1963. године, директор програма BBC телевизије Доналд Бејверсток обавестио је шефа драмског програма Сиднија Њумана да постоји празнина у суботњем вечерњем термину између спортске емисије Grandstand и музичке емисије Juke Box Jury. Бејверсток је сматрао да би нова емисија требало да се допадне трима публикамa: деци која су дотад била навикнута на тај термин, тинејџерима који гледају Juke Box Jury, и одраслим љубитељима спорта који прате Grandstand. Њуман је одлучио да ту празнину треба попунити научнофантастичним програмом. Шеф серијског програма Доналд Вилсон и сценариста С. Е. Вебер одиграли су важну улогу у формирању концепта емисије, и заједно са Њуманом написали први документ у коме је дефинисана форма серије; потоњи је осмислио идеју времеплова који је већи изнутра него споља, као и централни лик тајанственог „Доктора” и наслов серије Доктор Ху. Продукција је покренута неколико месеци касније и поверена је продуценткињи Верити Ламберт и уреднику прича Дејвиду Витакеру, након што је пројекат кратко био под надзором привременог „старатељског” продуцента Рекса Такера.

### Кастинг и ликови
Вилијам Хартнел је тумачио прву инкарнацију Доктора (који је потписан као „Др Ху”) у овој сезони. Улога је првобитно била понуђена Хјуу Дејвиду, Леслију Френчу, Сирилу Кјузаку, Алану Вебу и Џефрију Бејлдону. Дејвид, Кјузак и Веб су одбили улогу јер нису били вољни да раде на серији, док је Бејлдон желео да избегне још једну улогу „старца”. Ламбертова и редитељ Ворис Хусеин позвали су Хартнела да игра улогу; он је, након неколико разговора, прихватио понуду, видећи у њој прилику да своју каријеру усмери у новом правцу. Хартнел је одувек желео да игра старијег лика, али у томе није имао много прилике, пошто је због улога у филму Наставите, наредниче (1958) и серији Војна игра (1957–1961) остао упамћен као „жестоки” глумац. Иако је у раним епизодама приказан као мрзовољан и антагонистички, Доктор се зближио са својим сапутницима како је серија напредовала.
Докторову унуку Сузан Форман тумачила је Керол Ен Форд, 23-годишњакиња која је често добијала улоге млађих девојака. Ламбертова је првобитно преговарала са глумицом Џеклин Лењом око ове улоге, а на аудицији су се појавиле и бројне друге глумице, међу којима су биле Криста Бергман, Ен Касталдини, Морин Кромби, Хедер Флеминг, Камила Хејс, Вејвени Ли, Ана Палк и Анеки Вилс. Фордова је касније изразила незадовољство због начина на који се лик Сузан развијао у серији – иако је у првобитној замисли била приказана као чудно, ванземаљско биће, она је често била сведена на улогу беспомоћне девојке која запада у панику и реагује претерано на мање опасности. Сузанине професоре Ијана Честертона и Барбару Рајт играли су Вилијам Расел и Џеклин Хил. Расел је био једини глумац кога је Ламбертова разматрала за улогу Честертона. Иако су Сали Хоум, Филида Ло и Пенелопи Ли разматране за Барбару, Ламбертова је за ту улогу изабрала Хилову, своју пријатељицу.

### Писање
За серију су била замишљена три основна типа прича: историјске из прошлости, технолошке из будућности и алтернативне из садашњости. Историјске приче требало је да едукују гледаоце о значајним догађајима из прошлости, као што су цивилизација Астека и Француска револуција, док су епизоде смештене у будућност имале суптилнији образовни приступ, попут тематике пацифизма у серијалу Далеци.
Првобитно је било планирано да серија почне серијалом под називом Дивови, који је написао Вебер, али је та идеја напуштена до јуна 1963. године јер су технички захтеви приче − у којој су главни ликови требало да буду драстично умањени − били изнад тадашњих продукционих могућности, а и сама прича се није сматрала довољно упечатљивом за почетак серије. Због недостатка спремних сценарија за снимање, други серијал сценаристе Ентонија Коберна, који у том тренутку није имао наслов, премештен је на прво место у распореду. Ова промена захтевала је преправљање уводне епизоде Коберновог сценарија како би се у њу укључили неки уводни елементи из Веберовог сценарија за Дивове. Коберн је такође дао неколико кључних оригиналних доприноса уводној епизоди − најзначајнији је био предлог да Докторов времеплов изгледа као полицијска телефонска говорница, на који је дошао након што је такву говорницу угледао у близини своје канцеларије.
Други серијал од почетка је био замишљен као прича из будућности, пошто је први имао историјску поставку. Сценариста комедија Тери Нејшн написао је скицу за причу од 26 страна под насловом Преживели, инспирисан претњом расног истребљења од стране нациста и страхом од напредног ратовања, као и делима Х. Џ. Велса, посебно романом Времеплов (1895). Њуман и Вилсон су били незадовољни серијалом пошто су желели да избегну приказивање „чудовишта са очима буба”, али су били принуђени да га прихвате јер ниједан други сценарио није био спреман. Због изненадних других обавеза, Нејшн је сценарије написао веома брзо, једну епизоду дневно. Нејшн је такође написао пети серијал сезоне, Кључеви Маринуса, као замену за проблематични сценарио Доктор Ху и скривена планета Малколма Халка, који је захтевао бројне преправке. Нејшн и Витакер су одлучили да серијал буде састављен од низа „мини авантура”, од којих би свака имала другачије окружење и глумце; Нејшна је фасцинирала идеја да посада ТАРДИС-а трага за деловима загонетке. Нејшн је такође требало да напише осми серијал сезоне, Доктор Ху и црвена тврђава, причу од седам делова смештену у време Индијског устанка 1857. године, али су га друге обавезе спречиле у томе.
Њуман је предложио сценаристу Џона Лукаротија продукцијској екипи током ране фазе развоја серије. Лукароти, који је недавно радио на радио-серијалу од 18 делова, Три путовања Марка Пола (1955), написао је серијал од седам делова о италијанском трговцу и истраживачу Марку Полу под насловом Доктор Ху и путовање у Катај. Касније познат као Марко Поло, овај серијал је померен са свог места у предвиђеном распореду како би се направило место за серијал Ивица уништења. Лукароти је затим добио понуду да напише серијал Астеци, док је Марко Поло још био у продукцији. Пошто је живео у Мексику, Лукароти је био очаран цивилизацијом Астека и њиховом опседнутошћу људским жртвовањем. Осми серијал, Владавина терора, такође је историјска прича, иако је сценариста Денис Спунер у почетку желео да напише научнофантастичну причу. Витакер је понудио Спунеру четири могуће историјске теме, а он је на крају изабрао Француску револуцију.
Трећи серијал, Ивица уништења, написан је као „филер” у случају да серија не буде продужена након првих 13 епизода. Пошто није било буџета ни ресурса, Витакер је искористио прилику да развије идеју из раних дана серије: причу фокусирану на ликове и унутрашње функционисање ТАРДИС-а. Сценарио је написао за два дана, инспирисан причама о духовима и уклетим кућама. Питер Р. Њуман је написао шести серијал, Сензорити, инспирисан филмовима из 1950-их смештеним током Другог светског рата, који истражују тему војника који настављају да се боре и након завршетка рата.

### Снимање
Снимање пилот епизоде „Ванземаљско дете” првобитно је било планирано за 5. јул, али је одложено за 19. јул. Након тога, продукција је додатно померена за још две недеље како би се припремили сценарији. Снимање пилот епизоде је коначно заказано за 27. септембар, док је редовно снимање започело 18. октобра. Такер био је првобитно изабран да режира серијал, али, пошто је постао недоступан након измене распореда, задатак је поверен Хусеину. Неки од унапред снимљених уметака за серијал, снимљених у студију Ealing током септембра и октобра 1963, режирао је Хусеинов асистент у продукцији, Даглас Камфилд. Прва верзија уводне епизоде снимљена је у студију Lime Grove увече 27. септембра 1963, након недељу дана проба. Међутим, снимање је било ометено бројним техничким проблемима, између осталог, врата која воде у ТАРДИС-ову контролну собу нису се правилно затварала. Након што је прегледао снимак, Њуман наредио је да се епизода поново сними. У периоду између два снимања извршене су измене у костимима, специјалним ефектима, глумачким наступима и самом сценарију. Друга верзија уводне епизоде снимљена је 18. октобра, а наредне три епизоде снимане су недељно − 25. октобра, 1. новембра и 8. новембра.
Такер је првобитно био именован за редитеља серијала Далеци, али је касније замењен Кристофером Беријем. Снимања за Далеке одржана су од 28. октобра и састојала су се углавном од снимака града и модела. Недељно снимање епизода почело је 15. новембра. Међутим, касније је откривено да је прво снимање било погођено проблемом индукције − појавом при којој су се гласови асистената у продукцији, чујни преко слушалица, јасно чули у финалном снимку. Због тога је епизода поново снимљена 6. децембра, што је довело до тога да се снимања епизода од четврте до седме помере за недељу дана. Последња епизода снимљена је 10. јануара 1964. године. Поновно снимање је приморало Педи Расел да одустане од режирања серијала Ивица уништења због других обавеза. Њу је заменио млађи редитељ Ричард Мартин, а прва епизода је снимљена 17. јануара. Френк Кокс је режирао другу епизоду 24. јануара, пошто Мартин није био доступан. Снимању серијала Марко Поло претходила је недеља снимања локација и реквизита за монтажне секвенце. Серијал је сниман сваке недеље од 31. јануара до 13. марта у Хусеиновој режији. Џон Крокет је режирао четврту епизоду у Хусеиновом одсуству.
Од 20. марта до 24. априла одржана су недељна снимања за серијал Кључеви Маринуса у режији Џона Горија. Хартнел је био одсутан у трећој и четвртој епизоди пошто је био на одмору. Серијал Астеци, у режији Крокета, сниман је од 1. до 22. маја. Фордова се појавила у претходно снимљеним инсертима за другу и трећу епизоду, који су снимљени 13. априла, јер је и она у то време била на одмору. Искусни редитељ Мервин Пинфилд изабран је да режира прве четири епизоде серијала Сензорити, док је Кокс режирао последње две епизоде. Снимање је обављено од 29. марта до 3. јула. Хилова је била одсутна у четвртој и петој епизоди због одмора. Серијал Владавина терора представљао је прво снимање серије на отвореном у Денаму у Бакингемширу, под вођством сниматеља Питера Хамилтона 15. јуна 1964. године. Мађарски редитељ Хенрик Хирш режирао је серијал, који је сниман од 10. јула до 19. августа. Припремајући се за свој одмор, Вилијам Расел је снимио инсерте за другу и трећу епизоду од 16. до 17. јуна. Хирш је колабирао током снимања треће епизоде. Ламбертова је поверила снимање асистенту продукције Тиму Комбу, све док се не пронађе замена за редитеља. Документација показује да је Гори надгледао продукцију треће епизоде, иако се он сам тога не сећа. Хирш се вратио да режира последње три епизоде, при чему је поделио део посла са Комбом.

## Приказивање

### Промоција
Стјуарт Худ, контролор телевизије BBC, најавио је Доктора Хуа као целогодишњу серију 12. септембра 1963. године, а Television Mail ју је описао као „серијал прича за забаву целе породице”. Струковне новине Kinematograph Weekly посветиле су своју ТВ колумну серији 24. октобра, када је новинар Тони Грунер описао серију као „помало тајанствену врсту програма који делимично обухвата и фантастику и реализам”. Трејлер за серију је емитован на BBC-ју 16. новембра. Првом серијалу је 21. новембра у часопису Radio Times дат преглед на пола странице, у којем су наведени главни ликови серије и предстојеће поставке радње. Истог дана, главна глумачка и продукцијска екипа присуствовали су представљању серије у згради BBC-ја. Хартнел је водио радио трејлер за серију на станици BBC Light Programme. Програм Today на радио-станици BBC Home Service емитовао је 22. новембра једноминутни прилог о „свемирској музици” серије, а исте вечери приказан је и други трејлер на телевизији BBC.
Хартнел је 17. децембра снимио радио интервју за Northern View како би промовисао други серијал. Да би повећао популарност Далека, BBC је 23. децембра послао два модела Далека — којима су управљали Кевин Менсер и Роберт Џуел — да ступе у интеракцију са јавношћу на пијаци Шепердс Буш. Хартнел је 8. јануара снимио гостовање за дечји програм Junior Points of View, које је емитовано наредног дана из студија Television Centre Presentation Studio A. У улози Доктора, Хартнел је говорио о Далецима, на основу дијалога који је написао Тејри Нејшн. Промотивна слика Марка Пола била је представљена на насловној страни часописа Radio Times 20. фебруара 1964. са уводом у серијал на пола стране. Вурдови из серијала Кључеви Маринуса су представљена у неколико прича новина Daily Express и The Daily Mail у априлу 1964, док су насловна створења из серијала Сензорити представљена у сличним новинским текстовима у јуну. Лукароти је дао изјаву за штампу у вези са Астецима, објављену у различитим листовима као што је North-Western Evening Mail 9. маја. Фордова је 20. јуна отворила манифестацију East Ham Town Show у Централ парку у Ист Хему, коју је посетило 20.000 људи. Radio Times је 16. јула објавио интервју са Хартнелом на пола стране како би представио четврту епизоду Сензорита.

### Емитовање
Прва епизода „Ванземаљско дете” емитована је на каналу BBC TV у 17:16, у суботу 23. новембра 1963. године. Наредне три епизоде су емитоване у 17:15 током наредне три седмице. Серијал је два пута репризирао BBC: на каналу BBC Two у новембру 1981. као део репризе сезоне Пет лица Доктора Хуа, и на каналу BBC Four у част 50. годишњице серије 21. новембра 2013. године. Серијал Далеци је емитован у периоду од седам недеља од 21. децембра 1963. до 1. фебруара 1964. и два пута је поновљен на BBC-ју: последња епизода је емитована на каналу BBC Two касно увече 13. новембра 1999. као део програма "Вече Доктора Хуа", а серијал је приказан у три блока од 5. до 9. априла 2008. на каналу BBC Four као део прославе живота и рада Верити Ламберт након њене смрти у новембру 2007. године. Серијал Ивица уништења је емитован током две недеље, 8. и 15. фебруара 1964, а Марко Поло је емитован током седам недеља од 22. фебруара до 4. априла. Од шесте епизоде Марка Пола, време емитовања серије је померено за додатних петнаест минута, са 17:15 на 17:30, преклапајући се са конкурентским програмом ITV News. BBC је избрисао серијал Марко Поло 17. августа 1967, а цео овај серијал је и данас изгубљен. То је један од три серијала за које се не зна да ли је иједан видео-снимак преживео, иако телеснепови (фотографије екрана током емитовања) епизода 1–3 и 5–7 постоје, и објављени су уз оригиналну звучну подлогу снимљену „са етерa” током првобитног приказивања.
Серијал Кључеви Маринуса је емитован током шест недеља од 11. априла до 16. маја; трећа епизода је постала прва епизода Доктора Хуа која је емитована на каналу BBC1, након што је BBC TV преименован због покретања канала BBC2, а време емитовања серије се вратило на оригинални термин од 17:15 од пете епизоде. Астеци су емитовани једном недељно од 23. маја до 13. јуна. Прве две епизоде серијала Сензорити емитоване су 20. и 27. јуна, друга епизода је емитована са 25 минута закашњења због прекорачења претходног програма Summer Grandstand. Због проширеног извештавања о Вимблдону и преносу крикета 4. јула, трећу епизоду је заменио Juke Box Jury и померена је за наредну недељу. Последње три епизоде су емитоване недељно од 18. јула до 1. августа; BBC је 17. августа 1967. избрисао епизоде 3–5, док су преостале три обрисане 31. јануара 1969. године. BBC је задржао негативе оригиналног 16 mm филма са звучним записима направљеним 1967. године; они су враћени у BBC архиву 1978. године. Епизоде серијала Владавина терора емитоване су једном недељно од 8. августа до 12. септембра. Друга и трећа епизода су померене на нешто каснији термин, 17:30, четврта епизода је емитована у 17:15 (због преносе војне параде), а последње две епизоде поново су померене на 17:30. BBC је избрисао оригиналне снимке Владавине терора 1972. године. Један приватни колекционар је вратио шесту епизоду BBC-ју у мају 1982, а прве три епизоде су пронађене на Кипру крајем 1984. године. Четврта и пета епизода и даље су изгубљене, постоје само као снимци ван етера из 1964. године. Постојеће епизоде су приказане као део програма за Дан Бастиље Националног филмског театра 14. јула 1999. уз најаве које је читала Фордова.

## Пријем

### Гледаност
Атентат на Џона Кенедија дан пре премијере серије бацио је сенку на прву епизоду. Због тога је епизода репризирана недељу дана касније, 30. новембра, а после ње је емитована друга епизода. Прву епизоду је погледало 4,4 милиона гледалаца (9,1% гледалаца), а добила је оцену 63 на Индексу допадљивости; репризу прве епизоде погледало је шест милиона гледалаца. Током четири епизоде, серијал Ванземаљско дете гледало је у просеку 6 милиона гледалаца (12,3% потенцијалне публике). Марк Болд је указао да су разочаравајуће реакције публике и високи трошкови продукције навели шефа програма BBC-ја да откаже серију, све док се Далеци, који су се први пут појавили у наредном серијалу, нису одмах освојили публику. Прве две епизоде серијала Далеци привукле су 6,9 односно 6,4 милиона гледалаца. До треће епизоде, вест о Далецима се проширила, а епизоду је погледало 8,9 милиона гледалаца. Додатних милион гледалаца придружило се наредне две недеље, а последње две епизоде су достигле 10,4 милиона гледалаца. До краја серијала, укупна публика серије се повећала за 50%. Следећа два серијала задржала су ове високе цифре гледаности, при чему је серијал Ивица уништења имао 10,4 односно 9,9 милиона гледалаца, а Марко Поло је задржао у просеку 9,47 милиона гледалаца.
Четврта епизода серијала Кључеви Маринуса привукла је 10,4 милиона гледалаца, али је следеће недеље забележила пад од 2,5 милиона гледалаца, а шеста епизода је забележила додатан пад од милион гледалаца. Пад броја гледалаца за шесту епизоду приписан је одсуству емисије Juke Box Jury, програма који је пратио серију Доктор Ху. Астеци су задржали ове бројке, са просеком од 7,5 милиона током четири епизоде; трећа епизода тог серијала постала је прва епизода Доктора Хуа која се нашла у топ 20 на листи најгледанијих емисија BBC-ја. Четврта и пета епизода Сензорита су пале на 5,5 односно 6,9 милиона гледалаца, али су ипак биле најгледанији програм BBC-ја те недеље. Серијал Владавина терора имао је нешто мању гледаност у односу на претходне због топлих викенда, са просеком од око 6,7 милиона гледалаца, али је и даље остао у топ 40 најгледанијих емисија у недељи емитовања.

### Критике
Прва сезона серије наишла је на углавном позитивне рецензије критичара. За серијал Ванземаљско дете, часопис Variety је оценио да је сценарио „патио од површне карактеризације ликова која није успела да убеди гледаоце”, али је похвалио „ефикасну камеру”, напомињући да ће серија „импресионирати ако одлучи да утемељи радњу у реализму”.  Мери Крозијер из новина The Guardian није била импресионирана првим серијалом, наводећи да је „брзо изгубио на квалитету чим је почео”. Насупрот томе, Марџори Норис из Television Today-а прокоментарисала је да ће, ако серија „задржи висок ниво прве две епизоде, привући много ширу публику”. Следећи серијал Далеци био је нашироко хваљен, а Ричард Сир из новина Daily Mirror описао га је као „сјајну забаву за децу”.  Насловни негативци, Далеци, постали су културни феномен и од тада су блиско повезани са серијом. Серијал Ивица уништења био је предмет критике на састанку BBC-јевог одбора за преглед програма у фебруару 1964. године. Тадашњи директор телевизијског програма, Стјуарт Худ, сматрао је да су сцене у којима Сузан користи маказе као оружје „одступање од кодекса о приказивању насиља у програмима”; продуценткиња Верити Ламберт се извинила због тих сцена.
Серијал Марко Поло је позитивно примљен. Филип Персер из новина The Sunday Telegraph приметио је да је Марк Иден опонашао Марка Пола „са стилском живошћу”, али је сматрао да су главни ликови лоше написани, описујући Барбару као „упорно досаду”. Кључеве Маринуса критиковао је Боб Лисон из листа Daily Worker, који је сматрао да је пета епизода тог серијала била најнижа тачка серије, наводећи да увођење сцене суђења делује као резултат набрзину написаног сценарија. Следећи серијал Астеци добио је велике похвале и ретроспективно се сматра једном од најбољих прича серије. Бил Едмундс из Television Today-а похвалио је негативце серијала, али је изразио мишљење да би Барбара требало да „има прилику да изгледа лепо, а не само забринуто”, док је Лисон сматрао да серијал има „шарм”, похваливши „пажљиве покушаје постизања историјске прецизности” и истакавши „много чвршћу радњу” у односу на претходне серијале. Владавина терора је критикована због историјских нетачности; Стјуарт Лејн из Daily Worker-а описао је овај серијал као „напола печену ројалистичку авантуру.
Ретроспективне рецензије сезоне биле су позитивне. Кимберли Пис из Geek Girl Authority-а оценила је да је, иако сезона почиње споро, „успела да се стабилизује” и „брзо се развила у једну од омиљених и најгледанијих серија”. Simbasible је закључио да је већина серијала незаборавна, иако многи садрже понављајућу и „будаласту” нарацију. Ричард Греј из The Reel Bits-а похвалио је маштовитост и истрајност продуцената серије. У рецензији првог серијала из 2008. године, критичар часописа Radio Times, Патрик Малкерн, похвалио је избор Вилијама Хартнела за улогу Доктора, „мрачну” режију и „узбудљиве” сцене трчања назад ка ТАРДИС-у. За серијал Далеци, Малкерн је истакао снагу сценарија Терија Нејшна, посебно прва три клифхенгера, али је сматрао да „хитност и клаустрофобична атмосфера нестају према крају”, описујући финалну битку као „разочаравајуће млак сукоб”. Рецензирајући Ивицу уништења, Малкерн је описао Дејвида Витакера као „мајстора дијалога, карактеризације и атмосфере”, али је истакао да се борио са логиком радње, што се огледа у објашњењу „прекидача за брзи повратак”.
Марк Бракстон из Radio Times-а похвалио је серијал Марко Поло, наводећи да је „историјски пејзаж ретко када био приказан с толиком поетичношћу и елеганцијом”, иако је указао на недоследности у акцентима страних ликова. Малкерн је написао да се „стандард знатно спушта” у серијалу Кључеви Маринуса, док је Арнолд Т. Блумберг са веб-сајта IGN описао тај серијал као „клишеизирану премису... лоше реализовану и без икакве искре, осим кратког узлета Хартнела пред сам крај”. Кристофер Бан из онлајн новина The A.V. Club описао је Астеке као „класичну трагедију прожету са довољно наде на крају да не буде неподношљиво мрачна”, а Ијан Беримен из SFX-а назвао тај серијал „најбољим тренутком Џеклин Хил”. Џон Синот са веб-сајта DVD Talk сматрао је Сензорите „добро конструисаним”, са импресивном сценографијом и проширеном улогом Сузан, али је оценио да „у серијалу нема ничег посебног”. Малкерн је позитивно писао о хумору и повећаној улози Вилијама Хартнела у Владавини терора, али је сматрао да је Сузан у том серијалу „најслабија до сада”.